# Эпод
Эпо́д (греч. ἐπῳδός — припев) — в античной поэзии заключительная строфа трёхчастной суперстрофы (строфа-антистрофа-эпод), предназначенной для хорового исполнения. По (силлабо-метрической) ритмике эпод не тождествен строфе (и копирующей её ритмику антистрофе). Традиционно считается, что в трагедии строфу и антистрофу хористы исполняли в движении, а эпод — стоя на одном месте. Строфа эпода может достигать больших размеров (больше строфы/антистрофы), а метрическая его трактовка более неоднозначна, чем строфы/антистрофы (поскольку сравнить эпод не с чем).
Изобретателем хоровой суперстрофы историки с древнейших времён полагают Стесихора. Аналогичные структуры наблюдаются у Еврипида, Софокла и многих других поэтов, как писавших для театра, так и вне его (например, почти во всех эпиникиях Пиндара). В подражание античной структуре французский писатель XVIII в. Дени Дидро написал дифирамб «Элевероманы, или Одержимые свободой», в котором периодически чередуются строфа — антистрофа — эпод. В русской поэзии изысканное подражание хоровой суперстрофе встречается у Г. Р. Державина в стихотворениях «Гимн лиро-эпический на прогнание французов из отечества» и «Осень во время осады Очакова», встречается она и у поэта-символиста Сергея Соловьева. Из современных поэтов структуру «строфа-антистрофа-эпод» спорадически использовали Сергей Завьялов и Олег Юрьев.